# Liste der Biografien/Chy
Liste der Biografien |
Portal Biografien |
Personensuche
# |
A |
B |
C |
D |
E |
F |
G |
H |
I |
J |
K |
L |
M |
N |
O |
P |
Q |
R |
S |
T |
U |
V |
W |
X |
Y |
Z |
?
 
Ca |
Cb |
Cc |
Ce |
Ch |
Ci |
Cj |
Ck |
Cl |
Cm |
Cn |
Co |
Cr |
Cs |
Ct |
Cu |
Cv |
Cw |
Cy |
Cz
 
Cha |
Chb |
Che |
Chh |
Chi |
Chk |
Chl |
Chm |
Chn |
Cho |
Chr |
Cht |
Chu |
Chv |
Chw |
Chy
Die Liste der Biografien führt alle Personen auf, die in der deutschsprachigen Wikipedia einen Artikel haben. Dieses ist eine Teilliste mit 37 Einträgen von Personen, deren Namen mit den Buchstaben „Chy“ beginnt.

## Chy

### Chyb
- Chybiński, Adolf (1880–1952), polnischer Musikwissenschaftler, -ethnologe und -pädagoge

### Chyc
- Chychła, Zygmunt (1926–2009), deutsch-polnischer Boxer
- Chychrun, Jakob (* 1998), US-amerikanisch-kanadischer Eishockeyspieler
- Chychrun, Jeff (* 1966), kanadischer Eishockeyspieler

### Chyd
- Chydenius, Anders (1729–1803), finnischer Pfarrer, Politiker und Philosoph
- Chydenius, Nina (* 1990), finnische Leichtathletin

### Chyl
- Chyła, Łukasz (* 1981), polnischer Sprinter
- Chyła, Tomasz (* 1989), polnischer Jazzmusiker (Geige, Komposition) und Chorleiter
- Chýlek, Radomír (* 1967), tschechischer Fußballspieler
- Chylińska, Agnieszka (* 1976), polnische Sängerin und Schauspielerin
- Chyliński, Andreas, polnischer Komponist
- Chylinski, Keith (* 1971), US-amerikanischer römisch-katholischer Geistlicher, Weihbischof in Philadelphia
- Chyliński, Michał (* 1986), polnischer Basketballspieler
- Chýlková, Ivana (* 1963), tschechische Schauspielerin

### Chym
- Chymotschka, Hryhorij (* 1948), ukrainischer Snookerspieler
- Chymynez, Wassyl (* 1970), ukrainischer Diplomat
- Chymytsch, Jurij (1928–2003), ukrainischer Künstler

### Chyn
- Chyna (1969–2016), US-amerikanische Bodybuilderin, Wrestlerin, Schauspielerin und PornodarstellerinChyna (1969–2016)

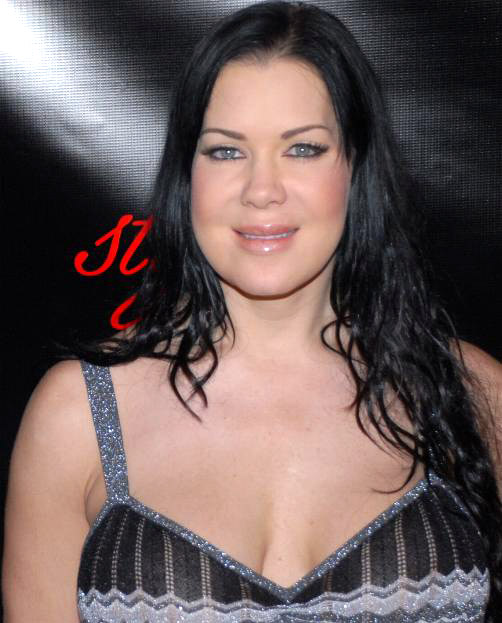
Chyna (1969–2016)

- Chyna, Blac (* 1988), US-amerikanisches Model, Socialite und UnternehmerinBlac Chyna (* 1988)

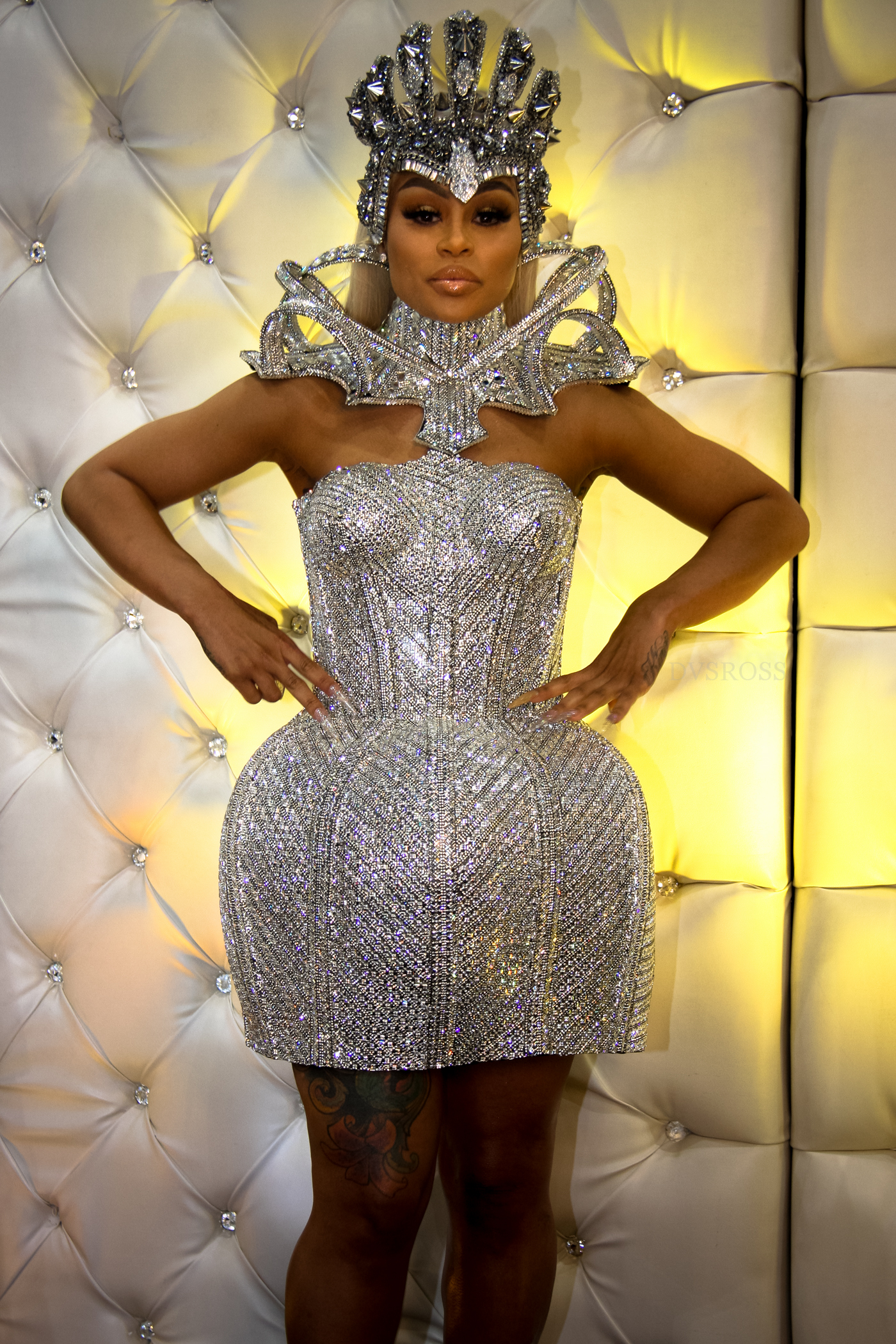
Blac Chyna (* 1988)

### Chyr
- Chyra, Andrzej (* 1964), polnischer Schauspieler
- Chyrzyński, Marcel (* 1971), polnischer Komponist und Musiker

### Chys
- Chyschnjak, Oleksandr (* 1995), ukrainischer Boxer

### Chyt
- Chythlook-Sifsof, Callan (* 1989), US-amerikanische Snowboarderin
- Chytil, Filip (* 1999), tschechischer Eishockeyspieler
- Chytil, Mojmír (* 1999), tschechischer Fußballspieler
- Chytil, Velimir (1925–2009), kroatischer Puppenspieler, Begründer eines Puppentheaters und Schauspieler
- Chytilová, Lenka (* 1952), tschechische Dichterin und Übersetzerin
- Chytilová, Věra (1929–2014), tschechische Filmregisseurin und Drehbuchautorin
- Chyträus, David (1530–1600), deutscher evangelischer Theologe und Historiker
- Chyträus, Nathan (1543–1598), evangelischer Theologe und Dichter
- Chytrina, Lija (* 1941), ukrainische Hürdenläuferin
- Chytroschek, Tristan (* 1968), deutscher Regisseur und Filmproduzent
- Chytrow, Jewhen (* 1988), ukrainischer Boxer
- Chytrý, Jan (* 1917), tschechoslowakischer Boxer

### Chyu
- Chyun, Chan-min (* 1967), südkoreanischer Sportfunktionär

### Chyz
- Chyzowski, Dave (* 1971), kanadischer Eishockeyspieler
- Chyzowski, Ron (* 1965), kanadischer Eishockeyspieler und -trainer